# Corrado Gex
Corrado Gex (pron. fr. AFI: [ʒɛks]) (Léverogne, 12 aprile 1932 – Castelnuovo di Ceva, 25 aprile 1966) è stato un politico e aviatore italiano. Già deputato regionale in Valle d'Aosta, fu deputato della IV legislatura della Repubblica Italiana.

## Biografia
Corrado Gex nasce a Léverogne, frazione nel comune di Arvier, figlio di Lucien Gex e Anita Coccoz, originaria di La Salle. Nel 1947 la famiglia si trasferì ad Aosta.
Studente universitario a Torino, nel 1957 consegue la laurea in giurisprudenza con lode e decide di indulgere in una delle sue grandi passioni: la politica. All'età di 27 anni è eletto al primo Consiglio della Valle ed è subito nominato Assessore della Pubblica Istruzione, dove si distinse per il suo spirito innovativo. Promosse la distribuzione gratuita di libri a tutti gli studenti delle scuole elementari e la fondazione dell'Istituto Professionale di studi regionali e federalisti.
Si dimise nel 1963 per assumere la carica di deputato, rappresentante della Valle d'Aosta per la IV legislatura dove fu eletto da una coalizione comprendente le forze della sinistra e l'Union Valdôtaine.
Appassionato di sport, Corrado Gex pratica in particolare l'aviazione. È uno dei primi piloti valdostani ad ottenere il brevetto di pilota. È il primo pilota italiano ad aver ottenuto il permesso di atterrare su un ghiacciaio in Italia. Diventa “pilota dei ghiacciai” a Courchevel dopo aver completato diversi corsi ed atterrato con successo sui ghiacciai delle Alpi: Rhêmes, Golette, Valgrisenche, Moncorvé, Verraz e Adamello.

### La morte
Il 25 aprile 1966, al comando di un Pilatus PC-6/A-H2, numero di serie 537 del 1962 (I-CONA ex HB-FBF) dell'Aer Aosta, decollò dall'aeroporto di Le Castellet, dove una delegazione valdostana aveva partecipato ad una cerimonia nell'ambito del gemellaggio di questo aerodromo con quello di Aosta. Dopo una sosta all'aeroporto di Albenga, mentre si avvicinava a Castelnuovo di Ceva, riscontrò condizioni meteorologiche peggiorate con nuvole basse e visibilità notevolmente ridotta. Volando a bassa quota sotto una copertura nuvolosa, l'aereo colpì gli alberi e si schiantò contro il fianco di una collina. Il pilota Gex e i sette passeggeri rimasero uccisi. 

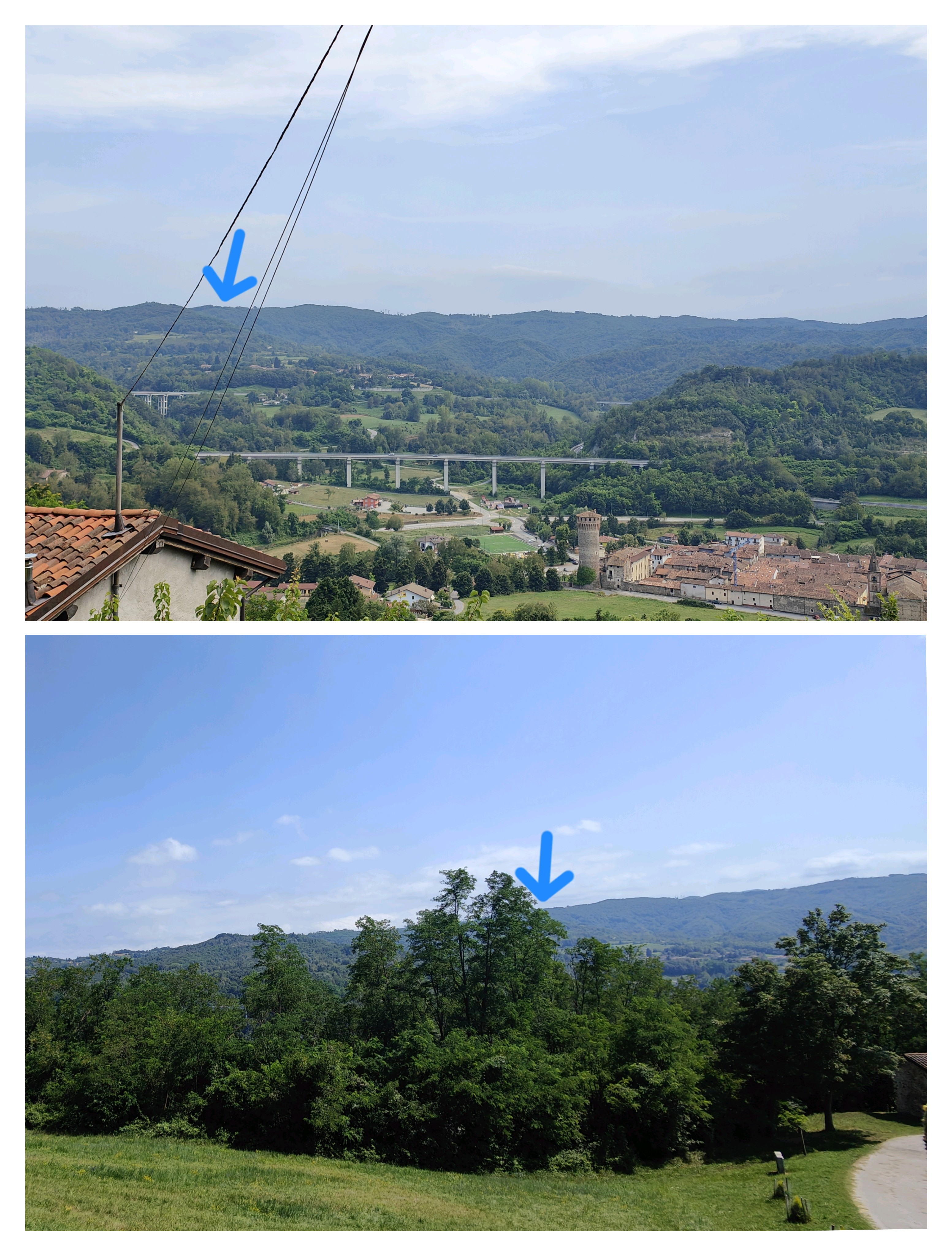
Visione orografica: le frecce indicano il punto di caduta dell'aereo. In alto: panoramica dalla località San Bernardo (Priero, il paese sotto). Quasi al centro, dopo il viadotto autostradale, sulla collina, la frazione Campetto. In basso: dalla parte più alta di San Bernardo: indicato il luogo della caduta dell'aereo

Le circostanze che portarono alla sua morte sollevarono diversi interrogativi mai risolti, tanto che nel 2019 la Procura di Cuneo aprì una nuova inchiesta sull'incidente.
Nel 1966 la commissione d'inchiesta stabilì che fu "un errore del pilota". L'ex pilota Igino Melotti da anni sostiene nel suo libro "Corrado Gex fu ucciso" la tesi di un attentato orchestrato accusando direttamente l'ex amministratore dell'epoca della AerAosta Cesare Balbis e il politico locale, geometra Bruno Milanesio. Entrambi lo hanno querelato ribadendo la totale estraneità. Milanesio fra l'altro disse che il viaggio di ritorno da Albenga ad Aosta lo fece in una autovettura guidata da sua sorella (all'epoca non aveva la patente) offrendo un passaggio ad altri. Visto proprio il meteo sfavorevole il secondo aereo pilotato dal comandante Fausto Fiorucci rinunciò al viaggio. Gex invece decise di decollare.

## Omaggi e eredità
A lui è dedicato l'Aeroporto di Aosta e l'Istituzione Scolastica di Istruzione Tecnica e Professionale di Viale Chabod, a Aosta.

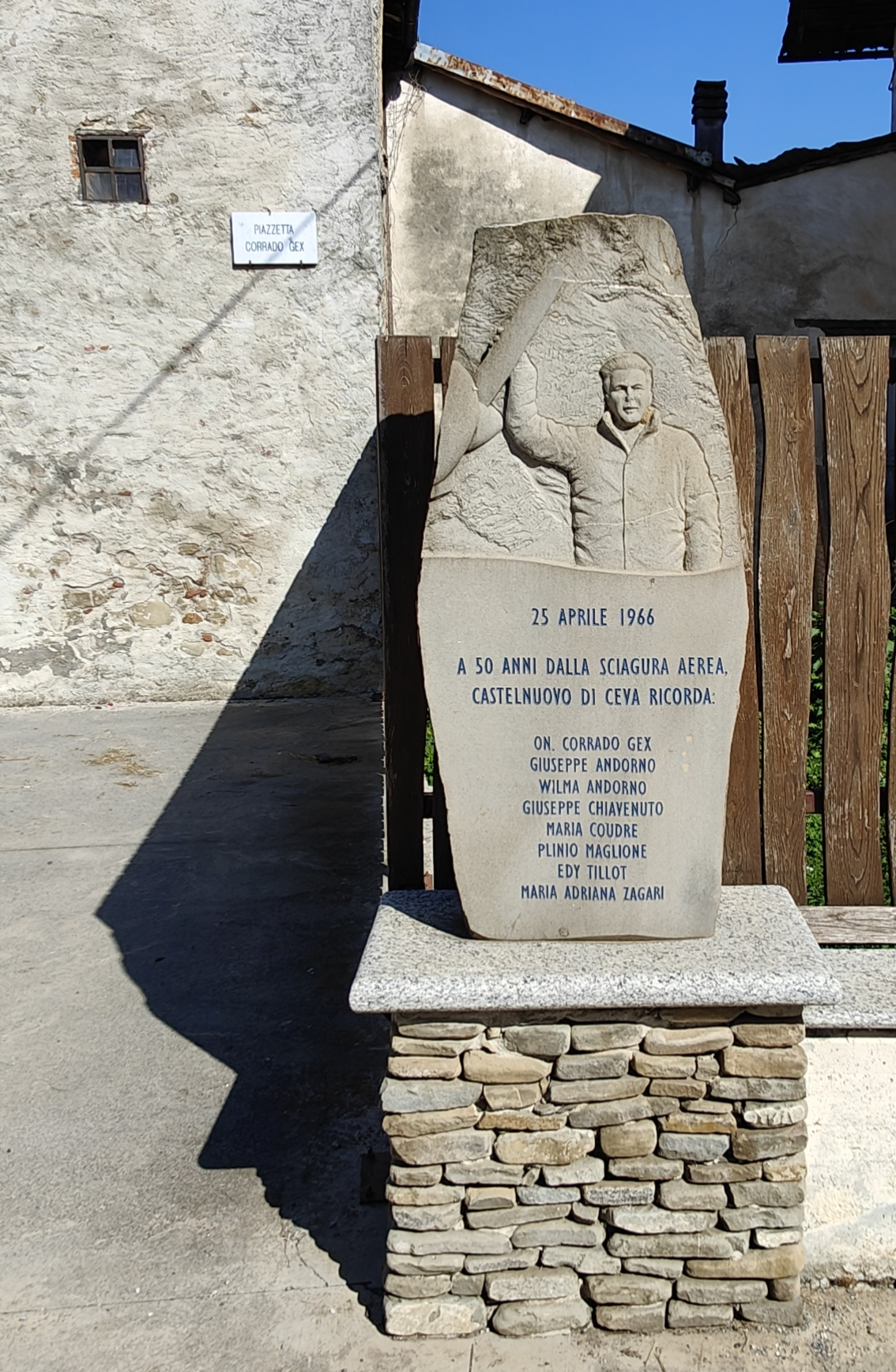
Castelnuovo di Ceva: la lapide e piazza Corrado Gex inaugurate il 30 aprile 2016, a lato dietro il Comune

Il 30 Aprile 2016 alla presenza dell'allora presidente della Valle d'Aosta Augusto Rollandin e del sindaco Mauro Rebuffo fu inaugurata a Castelnuovo di Ceva una lapide opera dell'artista di Castellino Tanaro Ivano Ghiglia a memoria di quel tragico 25 Aprile 1966 con le vittime, oltre a Gex,  Giuseppe e Wilma Andorno, Giuseppe Chiavenuto, Maria Coudre, Plinio Maglione, Edy Tillot e Maria Adriana Zagari.. 

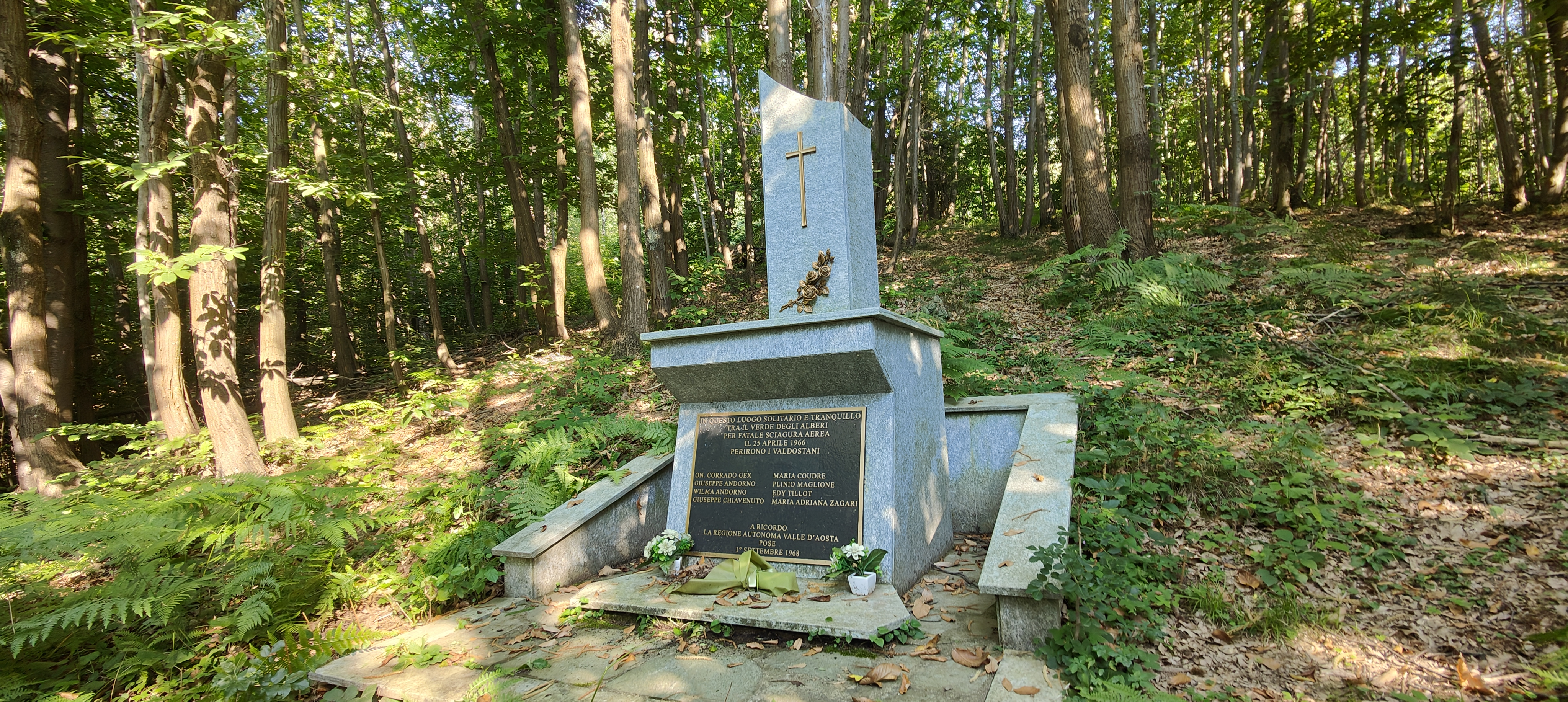
Monumento nel luogo esatto del disastro aereo del 25 aprile 1966 fra i castagneti a 812 mt. di altitudine e distante 1830 mt. circa dalla strada provinciale 55 percorrendo poi la ciclovia 43-45

Nel bosco di castagneti del paese, a 812 mt. esiste inoltre dal 1º settembre 1968, commissionato dalla Regione Valle d'Aosta, un cippo commemorativo nel luogo esatto ove furono rinvenuti i resti dell'aereo e delle vittime.
È annoverato tra gli autori della letteratura valdostana in patois francoprovenzale, in virtù della sua produzione teatrale.